# No More Tours Tour
No More Tours Tour es el nombre de una gira musical realizada por la banda Ozzy Osbourne entre el 9 de junio y el 15 de noviembre de 1992. Inicialmente iba a ser la gira de despedida de Osbourne, pero en 1995 cambió de parecer con el lanzamiento del álbum Ozzmosis y su correspondiente gira titulada Retirement Sucks Tour.

## Trasfondo
Se suponía que esta gira iba a ser la despedida de Ozzy Osbourne de los escenarios, ya que él músico quería pasar más tiempo con su familia y además porque le diagnosticaron erróneamente esclerosis múltiple. Después de esta gira, Osbourne cambió de opinión y decidió seguir haciendo giras.

## Personal

### Primera alineación
- Ozzy Osbourne – Voz
- Zakk Wylde – Guitarra
- Mike Inez – Bajo
- Randy Castillo – Batería
- John Sinclair – Teclados

### Segunda alineación
- Ozzy Osbourne – Voz
- Zakk Wylde – Guitarra
- Mike Inez – Bajo
- Randy Castillo – Batería
- John Sinclair – Teclados

## Lista de canciones

### Canciones tocadas
1. "Paranoid"
2. "I Don't Want to Change the World"
3. "Desire"
4. "Mr Crowley"
5. "I Don't Know"
6. "Snowblind"
7. "Road to Nowhere"
8. "Flying High Again"
9. Solo de guitarra
10. "Suicide Solution"
11. "Goodbye to Romance"
12. "Bloodbath in Paradise"
13. "Tattooed Dancer"
14. "Shot in the Dark"
15. "Sweet Leaf"
16. "No More Tears"
17. "Miracle Man" y solo de batería
18. "War Pigs"
19. "Bark at the Moon"
20. "Iron Man"
21. "Mama, I'm Coming Home"
22. "Black Sabbath"
23. "Changes"
24. "Crazy Train"

### Setlist típico
1. "Paranoid"
2. "I Don't Wanna Change the World"
3. "Desire"
4. "Mr Crowley"
5. "I Don't Know"
6. "Road to Nowhere"
7. "Flying High Again"
8. Solo de guitarra
9. "Suicide Solution"
10. "Goodbye to Romance"
11. "Shot in the Dark"
12. "No More Tears"
13. "Miracle Man" y solo de batería
14. "War Pigs"
15. "Bark at the Moon"
16. "Mama, I'm Coming Home"
17. "Crazy Train"

## Fechas
| Fecha                     | Ciudad                        | País           | Escenario                              |
| Norteamérica              | Norteamérica                  | Norteamérica   | Norteamérica                           |
| ------------------------- | ----------------------------- | -------------- | -------------------------------------- |
| 9 de junio de 1992        | Portland, Oregon              | Estados Unidos | Veterans Memorial Coliseum             |
| 11 de junio de 1992       | Seattle                       | Estados Unidos | Seattle Coliseum                       |
| 13 de junio de 1992       | Daly City, California         | Estados Unidos | Cow Palace                             |
| 14 de junio de 1992       | Sacramento, California        | Estados Unidos | Cal Expo Amphitheatre                  |
| 16 de junio de 1992       | San Diego                     | Estados Unidos | San Diego Sports Arena                 |
| 17 de junio de 1992       | Las Vegas                     | Estados Unidos | Thomas & Mack Center                   |
| 19 de junio de 1992       | Phoenix, Arizona              | Estados Unidos | Desert Sky Pavilion                    |
| 21 de junio de 1992       | Salt Lake City                | Estados Unidos | Delta Center                           |
| 23 de junio de 1992       | Morrison, Colorado            | Estados Unidos | Red Rocks Amphitheatre                 |
| 24 de junio de 1992       | Morrison, Colorado            | Estados Unidos | Red Rocks Amphitheatre                 |
| 26 de junio de 1992       | Bonner Springs, Kansas        | Estados Unidos | Sandstone Amphitheater                 |
| 27 de junio de 1992       | Maryland Heights, Misuri      | Estados Unidos | Riverport Amphitheatre                 |
| 29 de junio de 1992       | Cedar Rapids, Iowa            | Estados Unidos | Five Seasons Arena                     |
| 30 de junio de 1992       | Omaha, Nebraska               | Estados Unidos | Omaha Civic Arena                      |
| 2 de julio de 1992        | Minneapolis                   | Estados Unidos | Target Center                          |
| 3 de julio de 1992        | East Troy, Wisconsin          | Estados Unidos | Alpine Valley Music Theatre            |
| 4 de julio de 1992        | Charlevoix, Míchigan          | Estados Unidos | Castle Farms                           |
| 12 de julio de 1992       | Saratoga Springs              | Estados Unidos | Saratoga Springs Amphitheater          |
| 13 de julio de 1992       | Mansfield                     | Estados Unidos | Great Woods Amphitheater               |
| 15 de julio de 1992       | New Haven                     | Estados Unidos | New Haven Coliseum                     |
| 15 de julio de 1992       | Hartford                      | Estados Unidos | Hartford Civic Arena                   |
| 16 de julio de 1992       | East Rutherford               | Estados Unidos | Meadowlands                            |
| 18 de julio de 1992       | Clarkston                     | Estados Unidos | Pine Knob Music Theater                |
| 19 de julio de 1992       | Burgettstown                  | Estados Unidos | Star Lake Amphitheater                 |
| 21 de julio de 1992       | Montreal                      | Canadá         | Montreal Forum                         |
| 22 de julio de 1992       | Toronto                       | Canadá         | Molson Canadian Amphitheatre           |
| 24 de julio de 1992 ?     | Richfield ?                   | Estados Unidos | Richfield Coliseum ?                   |
| 25 de julio de 1992       | Allentown                     | Estados Unidos | Allentown Fairgrounds Grandstand       |
| 25 de julio de 1992       | Darien ?                      | Estados Unidos | Lakeside Amphitheater ?                |
| 27 de julio de 1992 ?     | Columbia ?                    | Estados Unidos | Merriweather Post Pavilion?            |
| 28 de julio de 1992       | Philadelphia                  | Estados Unidos | The Spectrum                           |
| 30 de julio de 1992       | Mansfield                     | Estados Unidos | Great Woods Amphitheater               |
| 30 de julio de 1992       | Wantagh ?                     | Estados Unidos | Jones Beach Theater ?                  |
| 1992                      | Landover                      | Estados Unidos | Capital Centre                         |
| 1992                      | Hampton                       | Estados Unidos | Hampton Coliseum                       |
| 1992                      | Roanoke                       | Estados Unidos | Roanoke Civic Arena                    |
| 1992                      | Charlotte                     | Estados Unidos | Blockbuster Pavilion                   |
| 1992                      | Antioch                       | Estados Unidos | Starwood Amphitheater                  |
| 5 de agosto de 1992       | Atlanta                       | Estados Unidos | Lakewood Amphitheater                  |
| 6 de agosto de 1982       | Miami                         | Estados Unidos | Miami Arena                            |
| 8 de agosto de 1992       | Orlando                       | Estados Unidos | Orlando Arena                          |
| 8 de agosto de 1992       | Philadelphia ?                | Estados Unidos | The Spectrum ?                         |
| 1992                      | New Orleans                   | Estados Unidos | Lakefront Arena                        |
| 1992                      | Memphis                       | Estados Unidos | Pyramid Arena                          |
| 1992                      | Cincinnati                    | Estados Unidos | Cincinnati Gardens                     |
| 1992                      | Noblesville                   | Estados Unidos | Deer Creek Music Center                |
| 1992                      | Hoffman Estates               | Estados Unidos | Poplar Creek Music Theater             |
| 1992                      | Tulsa                         | Estados Unidos | Tulsa State Fairgrounds Pavilion       |
| 1992                      | Dallas                        | Estados Unidos | Starplex Amphitheater                  |
| 1992                      | Oklahoma City                 | Estados Unidos | Oklahoma State Fairgrounds Grandstand  |
| 1992                      | Little Rock                   | Estados Unidos | Barton Coliseum                        |
| 1992                      | Houston                       | Estados Unidos | Summit Arena                           |
| 1992                      | San Antonio                   | Estados Unidos | Freeman Coliseum                       |
| 14 de agosto de 1992      | Miami                         | Estados Unidos | Miami Arena                            |
| 16 de agosto de 1992      | Orlando                       | Estados Unidos | Orlando Arena                          |
| 18 de agosto de 1992      | Atlanta                       | Estados Unidos | Lakewood Amphitheatre                  |
| 19 de agosto de 1992      | Noblesville                   | Estados Unidos | Deer Creek Music Center                |
| 20 de agosto de 1992      | Cincinnati                    | Estados Unidos | Cincinnati Gardens                     |
| 22 de agosto de 1992      | Clarkston, Míchigan           | Estados Unidos | Pine Knob Music Theatre                |
| 23 de agosto de 1992      | Tinley Park, Illinois         | Estados Unidos | World Music Theatre                    |
| 26 de agosto de 1992      | Noblesville, Indiana          | Estados Unidos | Deer Creek Music Center                |
| 28 de agosto de 1992      | Richfield, Ohio               | Estados Unidos | Richfield Coliseum                     |
| 30 de agosto de 1992      | Saratoga Springs, Nueva York  | Estados Unidos | Saratoga Performing Arts Center        |
| 1 de septiembre de 1992   | Mansfield, Massachusetts      | Estados Unidos | Great Woods Amphitheater               |
| 3 de septiembre de 1992   | East Rutherford, Nueva Jersey | Estados Unidos | Izod Center                            |
| 4 de septiembre de 1992 ? | East Rutherford, Nueva Jersey | Estados Unidos | Izod Center                            |
| 5 de septiembre de 1992   | Columbia, Maryland            | Estados Unidos | Merriweather Post Pavilion             |
| 7 de septiembre de 1992 ? | Burgettstown, Pensilvania     | Estados Unidos | Star Lake Amphitheater ?               |
| 11 de septiembre de 1992  | Philadelphia                  | Estados Unidos | Spectrum                               |
| 12 de septiembre de 1992  | Allentown                     | Estados Unidos | Allentown Fairgrounds Grandstand       |
| 12 de septiembre de 1992  | Nueva York                    | Estados Unidos | The Ritz                               |
| 13 de septiembre de 1992  | Buffalo                       | Estados Unidos | Buffalo Memorial Auditorium            |
| 15 de septiembre de 1992  | Little Rock, Arkansas         | Estados Unidos | Barton Coliseum                        |
| 17 de septiembre de 1992  | Antioch                       | Estados Unidos | Starwood Amphitheater                  |
| 17 de septiembre de 1992  | Allentown, Pensilvania        | Estados Unidos | Allentown Fairgrounds Grandstand       |
| 18 de septiembre de 1992  | Charlotte, Carolina del Norte | Estados Unidos | Blockbuster Pavilion Charlotte         |
| 19 de septiembre de 1992  | Charlotte, Carolina del Norte | Estados Unidos | Blockbuster Pavilion Charlotte         |
| 21 de septiembre de 1992  | Antioch, Tennessee            | Estados Unidos | Starwood Amphitheatre                  |
| 23 de septiembre de 1992  | Houston                       | Estados Unidos | The Summit                             |
| 25 de septiembre de 1992  | Oklahoma City                 | Estados Unidos | Oklahoma State Fairgrounds Grandstand  |
| 27 de septiembre de 1992  | Lampe, Misuri                 | Estados Unidos | Swiss Villa Amphitheater               |
| 29 de septiembre de 1992  | Tulsa, Oklahoma               | Estados Unidos | Expo Square Pavilion                   |
| 1 de octubre de 1992      | San Antonio                   | Estados Unidos | Freeman Coliseum                       |
| 2 de octubre de 1992 ?    | San Antonio                   | Estados Unidos | Freeman Coliseum                       |
| 4 de octubre de 1992 ?    | Austin, Texas                 | Estados Unidos | Frank Erwin Center ?                   |
| 5 de octubre de 1992      | Dallas                        | Estados Unidos | Starplex Amphitheatre                  |
| 8 de octubre de 1992      | Oakland, California           | Estados Unidos | Oakland Arena                          |
| 10 de octubre de 1992     | Costa Mesa                    | Estados Unidos | Pacific Amphitheater                   |
| 16 de octubre de 1992     | Denver                        | Estados Unidos | McNichols Sports Arena                 |
| 18 de octubre de 1992     | Albuquerque, Nuevo México     | Estados Unidos | Tingley Coliseum                       |
| 20 de octubre de 1992     | El Paso, Texas                | Estados Unidos | Don Haskins Center                     |
| 22 de octubre de 1992     | New Orleans                   | Estados Unidos | Lakefront Arena                        |
| 23 de octubre de 1992     | Memphis, Tennessee            | Estados Unidos | Memphis Pyramid                        |
| 25 de octubre de 1992     | Knoxville, Tennessee          | Estados Unidos | Thompson–Boling Arena                  |
| 27 de octubre de 1992     | Louisville, Kentucky          | Estados Unidos | Freedom Hall                           |
| 29 de octubre de 1992     | Valley Center, Kansas         | Estados Unidos | Britt Brown Arena                      |
| 30 de octubre de 1992     | Des Moines, Iowa              | Estados Unidos | Civic Center of Greater Des Moines     |
| 1 de noviembre de 1992    | Normal, Illinois              | Estados Unidos | Redbird Arena                          |
| 2 de noviembre de 1992    | Madison, Wisconsin            | Estados Unidos | Dane County Veterans Memorial Coliseum |
| 4 de noviembre de 1992    | Toronto                       | Canadá         | SkyDome                                |
| 5 de noviembre de 1992    | Buffalo, Nueva York           | Estados Unidos | Buffalo Memorial Auditorium            |
| 7 de noviembre de 1992    | Norfolk, Virginia             | Estados Unidos | Norfolk Scope                          |
| 8 de noviembre de 1992    | Clemson, South Carolina       | Estados Unidos | Littlejohn Coliseum                    |
| 10 de noviembre de 1992   | Pensacola, Florida            | Estados Unidos | Pensacola Bay Center                   |
| 11 de noviembre de 1992   | Shreveport, Luisiana          | Estados Unidos | Hirsch Memorial Coliseum               |
| 14 de noviembre de 1992   | Costa Mesa, California        | Estados Unidos | Pacific Amphitheatre                   |
| 15 de noviembre de 1992   | Costa Mesa, California        | Estados Unidos | Pacific Amphitheatre                   |